# Jehan Boinebroke
Jehan Boinebroke († 1286 in Douai) war ein französischer Kaufmann aus Douai.
Boinebroke war neunmal Schöffe seiner Stadt und häufte im Laufe seines Lebens ein beachtliches Vermögen an. Er ließ Wolle aus England nach Douai importieren und von Bauersfrauen zu Garn spinnen. Ihm gehörte auch eine Färberei. Zu seinen Geschäftspraktiken zählte es, die Arbeiter in seinen Häusern zu überteuerten Mieten wohnen zu lassen, sie mit überteuerten Lebensmitteln zu bezahlen und die Preise der Werkstätten zu drücken. Bereits 1245 war es zum Aufstand der Handwerker und Arbeiter in Douai gekommen. 1280 griffen erneut Unruhen um sich, die sich von Ypern aus auf Tournai und Douai ausdehnten. In Douai schlug Boinebroke sie nieder.
In seinem Testament verfügte Boinebroke, dass die Testamentsvollstrecker zuerst seine Schulden bezahlen sollten und alles von ihm verursachte Unrecht wiedergutmachen müssten, bevor sein Besitz an seine vier Kinder gehen sollte. Als er 1286 in Douai verstarb, erschienen zahlreiche Personen, die ihre Klagen vorbrachten. Die Klagen wuchsen sich auf ein 5,5 m langes Pergament aus.